# Damaeus johnstoni
Damaeus johnstoni är en kvalsterart som först beskrevs av Tolstikov 1997.  Damaeus johnstoni ingår i släktet Damaeus och familjen Damaeidae. Inga underarter finns listade i Catalogue of Life.